# Simaxis
Simaxis (sardinski: Simàghis) je grad i općina (comune) u pokrajini Oristanu u regiji Sardiniji, Italija. Nalazi se na nadmorskoj visini od 7 metara i ima 2 243 stanovnika.
 Prostire se na 27,82 km². Gustoća naseljenosti je 81 st/km².
Susjedne općine su: Ollastra, Oristano, Siamanna, Siapiccia, Solarussa i Zerfaliu.